# Ярослав Мудрий (Майборода)
«Ярослав Мудрий» — опера на 3 дії українського композитора, лауреата Шевченківської премії Георгія Майбороди. Лібрето Георгія Майбороди за однойменною драматичною поемою Івана Кочерги. Опера написана в 1975 році.
В 1982 році фірма «Мелодія» випустила диск із записом опери.

## Прем'єра
Прем'єра опери відбулася на сцені Київського Національного академічного театру опери і балету імені Т. Г. Шевченка в 1975 році.
- Диригент-постановник — Стефан Турчак,
- режисер-постановник — Дмитро Смолич,
- сценографія — Федір Нірод,
- костюми — Алла Кириченко,
- хормейстери — Левко Венедиктов, Ярослав Згуровський.

Першими виконавцями партій стали Олександр Загребельний (Ярослав), Гізела Ципола (Інгігерда), Надія Куделя (Єлизавета), Анатолій Мокренко (Гаральд), Галина Туфтіна (Джемма), Андрій Іщенко (Журейко), Анатолій Кочерга (Сільвестр).

## Відновлення
2007 року оперу відновили режисер народний артист України Анатолій Солов'яненко, диригент народний артист України Микола Дядюра, хормейстер Лев Венедиктов, художники Фадей та Михайло Риндзак, Наталя Кучеря, балетмейстер Аніко Рехвіашвілі.

## Василь Туркевичпро оперу
|  | «Ярослав Мудрий» — класична за формою опера. Арії, аріозо, речитативи, розгорнуті хори спираються на сюжетну і музичну драматургію, мають визначене художньо-ідейне спрямування. Провідні ідейні смислові моменти передаються через внутрішньо наповнені монологи головного героя. Сюжетно-драматургічна канва опери розвивається за принципом історичної драми. На фоні виразних історичних подій розкривається внутрішній світ князя-мислителя, будівничого і воїна, який крок за кроком переборює підступні інтриги своїх ворогів і недругів. Ярослав Мудрий — могутня, монументальна постать державного діяча, людина багатого внутрішнього світу, сповнений великих поривань у творенні могутньої східнослов'янської держави. Характерною рисою музичної драматургії опери «Ярослав Мудрий» є її лірико-епічна стилістика: укрупненість характерів головних героїв поєднується із характерною письму композитора мелодійністю, елегійністю, кантиленністю, можна сказати, навіть романсовістю, що суттєво збагачує характери героїв виразним психологічним наповненням, особливо жіночі партії — Анни, Єлизавети, Милуші, Джемми, Інгігерди. Композитор використовує найширшу палітру музичних прийомів у розкритті подій і образів — від виразних вокальних декламацій і палітри звучання симфонічного оркестру до урочисто-величальних та ліричних епізодів для жіночих та чоловічих хорів, масових сцен, які органічно розкривають історичне тло подій далекого, вже легендарного ХІ ст. Музична мова опери Георгія Майбороди позначена виразною мелодикою і лейттемами, емоційна, близька до національних традицій класичної музичної культури. |

## Критика
Безперечно, цей твір Майбороди входить до корпусу вітчизняної оперної спадщини. Зрозуміло, що головний герой опери – київський князь Ярослав Мудрий – є видатною постаттю в історії України–Русі. Але ця опера є довершеним панегіриком диктатурі, одою авторитарній моделі правління. А за своїм музичним втіленням – твором невисокого художнього рівня.
Від чого власне, на думку постановників, публіка в залі (Київської опери)під час прем’єрного показу опери мала отримати естетичне задоволення? Від слів "священна війна", "єдність Русі", "братовбивчі міжусобиці", якими рясніють тексти російської імперської пропаганди і які раз у раз з’являлися на електронному табло над сценою? Або від мелодії радянської Пісні про батьківщину "Широка страна моя родная", яка у трохи зміненому вигляді звучить в оркестрі на початку четвертої картини опери? 
На жаль, в керівництва театру відсутнє усвідомлення того, що протягом трьох десятиліть незалежності українському суспільству, принаймні його переважній прогресивній частині, вдалося повністю позбутися млосної ностальгії за радянщиною і сформувати дуже критичний погляд на радянське минуле України. А починаючи із 24 лютого 2022 року, будь-які прояви милування "світлим і добрим радянським минулим" викликають в українців лише одне відчуття – відчуття смертельної небезпеки!

## Інші постановки
4, 6 грудня 2019 року — Хмельницька обласна філармонія.
Виконували: Академічний симфонічний оркестр Хмельницької обласної філармонії, Хор та балет Академічного ансамблю пісні і танцю «Козаки Поділля», Солісти Хмельницької обласної філармонії, солісти з Києва, Львова і Луцька:
- Ярослав Мудрий, великий князь Київський — Андрій Зарицький;
- Інгігерда, його дружина — Олена Леонова, Фатіма Чергіндзія;
- Єлизавета, їх донька — Руслана Коваль, Ольга Абакумова;
- Гаральд, витязь Норвезький — Олександр Киреєв, Степан Дробіт;
- Микита, чернець-художник — Олег Лановий;
- Сильвестр, вчений чернець — Руслан Фандуль, Казимір Місюренко;
- Журейко, муляр — Андрій Юрченко;
- Милуша — Катерина Ясенчук, Ірина Гоба;
- Джемма, дівчина з Сицилії — Роксолана Колісник, Ольга Здебська;
- Мирослав, київський боярин — Микола Хлебан;
- Ульф, варяг — Дмитро Шемчук;
- Турвальд, варяг — Олег Капелюх.[4]

Диригент-постановник — Тарас Мартиник . Режисер-постановник — Богдана Латчук. Хормейстер-постановник — Катерина Дробіт. Хореограф-постановник — заслужений артист України Сергій Качуринець. Художник-постановник — Ірина Соломко-Михальська.

## Цікаві факти
- 10 вересня 2011 року Національна опера України імені Тараса Шевченка відкрила 144-ий театральний сезон оперою «Ярослав Мудрий».[6]
- 22 січня 2016 року — Національна опера України імені Тараса Шевченка відзначила День Соборності України оперою «Ярослав Мудрий».[7] Головні партії виконували солісти: Сергій Магера (Ярослав Мудрий), Вікторія Ченська (Інгігерда, його дружина), Лілія Гревцова (Єлизавета, їхня дочка), Петро Приймак (Гаральд, витязь Норвезький), Валентин Дитюк (Журейко, муляр), Анжеліна Швачка (Джемма, дівчина із Сицилії).[8]
- 14 січня 2021 року під час локдауну Національний театр опери і балету запропонував переглянути оперу «Ярослав Мудрий» Георгія Майбороди онлайн. У головній партії — провідний бас нашого театру Сергій Магера. За пультом — диригент-постановник вистави Микола Дядюра.[9]

## Видання
- Майборода Г. І. Ярослав Мудрий (опера за драматичною поемою І. Кочерги). Клавір. — К.: Музична Україна, 1979. — 299 с.